# Jérémy Roy
Jérémy Roy (Tours, França, 22 de junho de 1983) é um ciclista francês que foi profissional de 2003 a 2018.

## Biografia
Terminou sua corrida amador em agosto de 2003 com um título de vice-campeão da Europa em Atenas. A seguir, passou ao profissionalismo no Française des Jeux.
Jérémy Roy é um corredor atípico. Anteriormente em sua corrida, estudou engenharia no Instituto Nacional de Ciências Aplicadas de Rennes, e foi graduado em engenharia mecânica e automatizada em 2007, acabando sua corrida como primeiro de sua promoção.
Depois dos seus estudos, obteve sua primeira vitória profissional a 12 de março de 2009 na quinta etapa da Paris-Nice, ao ganhar a seu colega de escapada Thomas Voeckler.
Recebeu o prêmio da combatividade no Tour de France de 2011, depois de meter-se em numerosas escapadas, ficando cerca da vitória na 13. ª etapa entre Pau e Lourdes.
Ao final da temporada de 2018 anunciou sua retirada do ciclismo depois de dezasseis temporadas como profissional e com 35 anos de idade. A sua última corrida foi a Chrono des Nations.

## Palmarés
- 2009
  - 1 etapa da Paris-Nice

- 2010
- Tro Bro Leon

- 2011
- Grande Prêmio Ciclista a Marsellesa
- Prêmio da combatividade do Tour de France

- 2012
  - 2.º no Campeonato da França Contrarrelógio 
  - 1 etapa do Tour de Limusino

- 2013
  - 2.º no Campeonato da França Contrarrelógio

## Resultados em Grandes Voltas e Campeonatos do Mundo
| Corrida                | Corrida                | 2003 | 2004 | 2005 | 2006  | 2007  | 2008  | 2009 | 2010  | 2011 | 2012 | 2013  | 2014 | 2015  | 2016 | 2017 | 2018  |
| ---------------------- | ---------------------- | ---- | ---- | ---- | ----- | ----- | ----- | ---- | ----- | ---- | ---- | ----- | ---- | ----- | ---- | ---- | ----- |
|                        | Giro d'Italia          | —    | —    | —    | —     | —     | 82.º  | —    | —     | —    | —    | —     | —    | —     | —    | 73.º | 109.º |
|                        | Tour de France         | —    | —    | —    | —     | —     | 118.º | 48.º | 143.º | 86.º | 66.º | 126.º | 57.º | 105.º | 96.º | —    | —     |
|                        | Volta a Espanha        | —    | —    | 82.º | 122.º | 104.º | —     | —    | —     | —    | —    | —     | —    | —     | —    | —    | —     |
| Mundial em Estrada     | Mundial em Estrada     | —    | —    | —    | —     | —     | —     | —    | —     | —    | Ab.  | —     | —    | —     | —    | —    | —     |
| Mundial Contrarrelógio | Mundial Contrarrelógio | —    | —    | —    | —     | —     | —     | —    | —     | —    | 18.º | 29.º  | —    | —     | 34.º | —    | —     |

—: não participa

Ab.: abandono

## Equipas

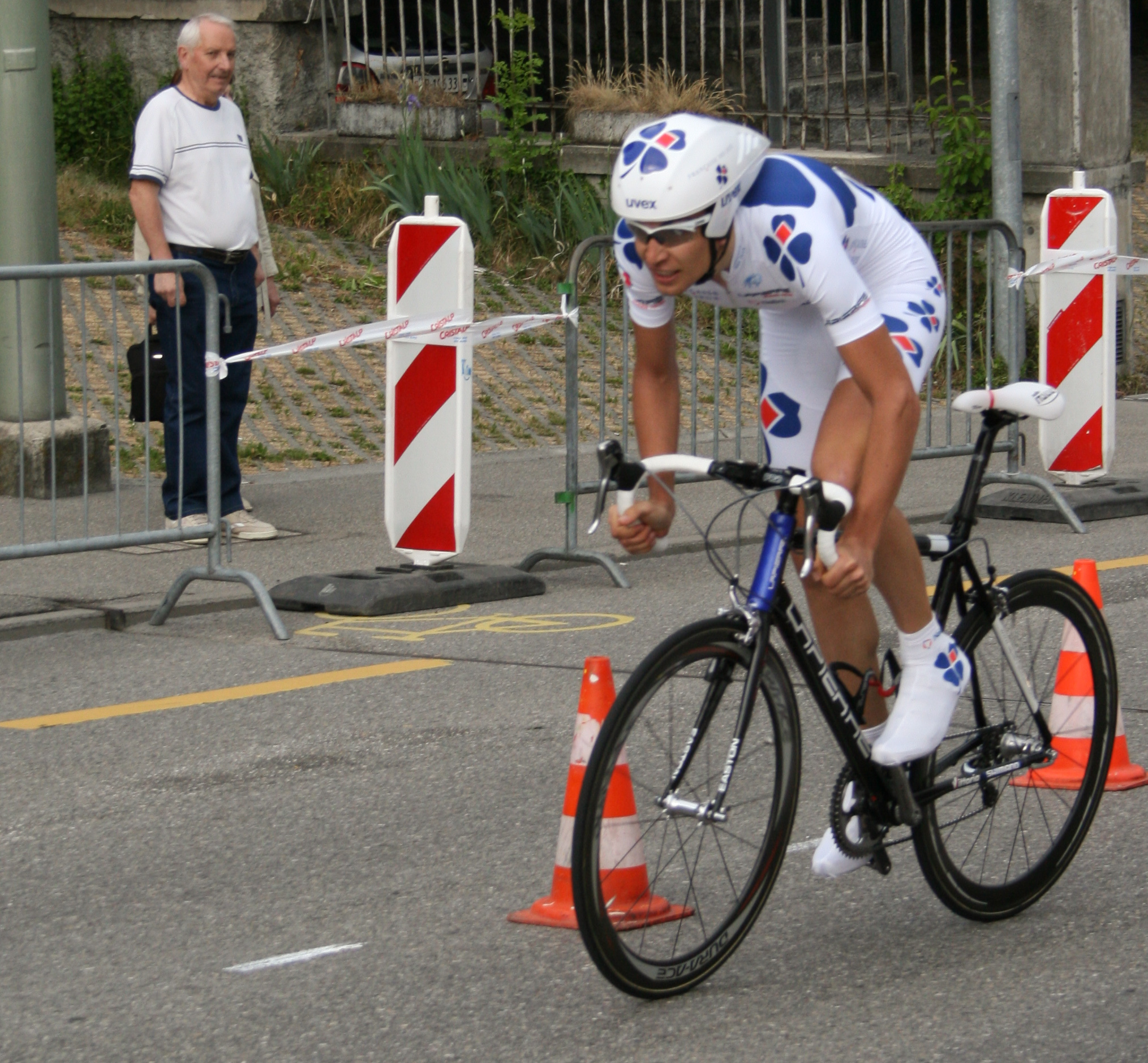
Jérémy Roy na Volta à Romandia de 2007

- Française des Jeux (2003-2018)
  - Fdjeux.com (2003)
  - Fdjeux.com (2004)
  - Française des Jeux (2005-2010)
  - FDJ (2010-2011)
  - FDJ-Big Mat (2012)
  - FDJ (2013-2018)
  - Groupama-FDJ (2018)